# Нерастанное (усадьба)
Нерастанное — усадьба, расположенная в военном городке Нерастанное Чеховского района Московской области.

## История
Усадьба была основана в 1780-х годах Фёдором Григорьевичем Орловым, затем перешла к его сыну Алексею Фёдоровичу. Далее поместьем владела Анна Алексеевна Орлова, дочь Алексея Григорьевича Орлова-Чесменского, но бывала здесь редко, находясь в основном в Москве и в отцовском имении в Острове.
Имение перешло к Алексеевым, из рода которых происходила следующая владелица Нерастанного — Надежда Владимировна, вышедшая замуж за Аркадия Илларионовича Беклемишева. При ней в середение XIX века усадьба была реконструирована. Племянница Надежды Анна Петровна Беклемишева унаследовала её усадьбу.
Анна Петровна устроила приют в память о Надежде Владимировне (та утонула в реке, когда под каретой рухнул мост). Ещё при жизни помещица передала его во владение Серпуховского дворянства, оплачивая все расходы, связанные с уходом за арестантами. Жизнь их была безбедной. Вдовам бесплатно выделили комнату и готовый стол, они беспрепятственно пользовались баней и купальней, имели возможность прогуляться по парку и саду. Специально для заключённых выписывалась пресса.
Последней владелица Нерастанного перед Октябрьской революцией была А. Н. Алексеева.
После Октябрьской революции, как и многие усадьбы, была конфискована. Усадебные дома постепенно приспособили для санатория им. Н. К. Крупской.
В 1941 году здесь был размещён полевой госпиталь. С октября 1941 года, когда фронт вплотную подошёл к Серпухову, в госпиталь стали поступать раненые. Житель Нерастанного Владимир Афанасьевич Абраменков вспоминал:
Я помню начало войны, 41-й год. В 45-м году я уже в школу пошёл. Отсюда на фронт был призван отец. В 41-м году пришла похоронка. Во время войны тут был госпиталь, мама моя там работала в качестве санитарки. Приходилось видеть, как вывозили, хоронили на кладбище, где братская могила сейчас.
При отходе назад фронта в 1942 году госпиталь практически перестал работать, его основные силы были переброшены в другие районы. С 1943 года на месте госпиталя начали закладывать воинскую часть.
1 апреля 1952 года на территории бывшей усадьбы была создана войсковая часть, получившая номер 51952. Нерастанное — военный городок, на территории которого размещаются дома для военнослужащих и их семей, детский сад, школа, небольшие магазины, клуб.
Было отмечено, что первые годы после создания воинской части были очень тяжёлыми, поэтому до того, как через реку построили мост, переправа осуществлялась по веревочным мосткам, не хватало жилья. Первые жилые деревянные дома городка были построены в 1952—1953 годах, в каждой квартире проживало по 2—3 семьи. Ощущались трудности и в продуктах, поэтому почти у каждой семьи был небольшой огород за пределами военного городка.
В связи с наличием в усадьбе воинской части, доступа на её территорию нет, зафиксировать текущее состояние уцелевших построек достопримечательности не представляется возможным. Нет также и достоверных данных о сохранности и датировке уцелевших построек, часть из которых могла сохраниться в современное время со времён владения усадьбы Орловыми (в частности крепость или б. м. «Псовый двор», или готический дом — позднее приют). Известно, что главный деревянный дом Беклемишевых был утрачен.

## Описание
Местность в то время была невысокая, сухая, с могучими еловыми лесами. Когда встал вопрос о лечении хозяйки имения Анны Петровны в Крыму, её врач посоветовал ей больше времени проводить в своём подмосковном имении, и действительно, благодаря местному воздуху Беклешева выздоровела.
Сначала усадьба располагалось на левом берегу реки Лопасни, но позже она была перенесена на правый берег реки и получило название «Нерастанное». Для Беклемишевых это имя не было пустым звуком, оно соответствовало желанию никогда с ним не расставаться, даже после смерти. Так и случилось, они нашли покой на семейном кладбище устроенного ими же храма.
Центральное ядро усадьбы, занимавшее 37 десятин, было обнесено деревянной оградой, вся земля насчитывалась до 500 десятин лиственных лесов, лугов и пашни имелось совсем немного.
Внизу была общая столовая, вверху — красиво обставленная и драпированная гостиная. Стены были заполнены портретами Александра III и Николая II, Марии Фёдоровна и Александры Фёдоровна, митрополитов Московских Филарета и Иоанникия, а также представителями рода Беклемишевых. Под святилище храма было выделено отдельное помещение, в котором в шкафах хранились парчовые, атласные и шёлковые одежды священнослужителей. Атмосфера этого здания была уютной, зимой здесь любил жить Аркадий Илларионович.
Дорога из приюта вела к главному дому. По словам Павла Петровича Мельникова, бывшего министра путей сообщения при императоре II, барский дом был «большим и роскошным». Он был похож на ферму в Царском Селе, специально построенную для жены Александра II, императрицы Марии Александровны. Дом был деревянным на каменном фундаменте, стилизован под старинные боярские хоромы, с коньком на крыше, весь был украшен резьбой, находился среди цветников перед большой площадкой, посыпанной песком. Вся мебель была изготовлена домашними столярами, бывшими дворовыми людьми, для каждой комнаты в своём уникальном стиле.
Внушительное здание было построено из кирпича и белого камня. Высокие стены с окопами и башнями наверху, а также круглые отверстия в стенах, служившими окнами, как бы устроенные для жерл пушечных орудий, делали это сооружение похожим на настоящую крепость, вмещавшую в себя вполне мирные службы: человеческие (помещения для прислуги), кухня, поварская, прачечная и прочие. По преданию, план крепости был взят из одной из кавказских крепостей и привезён оттуда, по версии дьярка Соколова, Аркадием Илларионовичем Беклемишевым, где он служил во время Севастопольской кампании в качестве военно-походного шталмейстера. Рядом с крепостью стояла военная палатка с острым шпилем — флагштоком, была ничем иным как погребом.
Справа от крепости высилось здание под названием «Кунакская». Это был гостевой дом с центральным коридором и шестью комнатами.
Вдали от дома, перед нижней дорогой, располагался конный двор. Это большое кирпичное здание с облицовкой из белого камня, которое и в настоящее время возвышается над берегом Лопасни. Украшено лепными головами лошадей, привезёнными А. И. Беклемишевым из Лондона. Аркадий Илларионович когда-то занимался заведованием государственным коннозаводством, слыл страстным любителем лошадей, потому и занимался разведением лошадей в своём имении. Это обстоятельство определило размах конного сада и сопутствующих ему построек: большого манежа для выездки, пожарного и сенного сараев, кузницы и других.
Под конным садом находились другие хозяйственные постройки: скотный двор, рига, амбары. В двух верстах от усадьбы была также построена мельница, поставленная над плотиной.
В южной части имения к дороге примыкали два плодовых сада с ягодными кустарниками (около двух десятин). Рядом с ним находились берёзы, посаженные на лугу в форме слова «Надежда». В давние времена здесь стояли грунтовые сараи, где выращивали шпанские вишни и другие растения; позже там росли яблони, была небольшая оранжерея с теплицей для цветов и парники.
Венцом всех построек Нерастанного был каменный Храм Тихвинской иконы Божьей Матери (построен по прошению А. И. Беклемишева в 1869 году) с такой же колокольней и оградой.